# Kocie sprawy
Kocie sprawy – miesięcznik o tematyce felinologicznej. 
Ukazuje się od 2001 r., nakładem wydawnictwa Elawet. W każdym numerze prezentowane są m.in. felietony, opowiadania, rozmowy z gwiazdami na temat ich kotów, a także fachowe porady weterynaryjne. Magazyn współpracuje z czytelnikami, publikując nadesłane teksty, zdjęcia oraz prace plastyczne. Redakcja pisma organizuje rokrocznie Dzień Felinoterapii. Czasopismo Kocie sprawy dwukrotnie w roku (latem oraz zimą) ukazuje się jako dwumiesięcznik.
W maju 2018 roku wydawca zawiesił wydawanie czasopisma, stawiając na funkcjonowanie serwisu internetowego.